# Riksväg 52
Der Riksväg 52 ist eine schwedische Fernverkehrsstraße in Södermanlands län und Örebro län.

## Verlauf
Die Straße führt von Nyköping, wo vom Europaväg 4 abzweigt, über Bettna (hier Abzweig des Länsväg 221), Katrineholm, wo der Riksväg 56 gekreuzt wird, und Vingåker zum See Hjälmaren, an dem der von Eskilstuna kommende Länsväg 214 einmündet, und weiter über Odensbacken (Abzweig des Länsväg 207 nach Örebro) und Sköllersta, wo sie den Riksväg 51 kreuzt, und südlich an Kumla vorbei, bis sie westlich dieses Orts am Europaväg 20 endet.
Die Länge der Straße beträgt rund 130 km.

## Geschichte
Die Straße trägt ihre derzeitige Nummer auf ihrer vollen Länge seit dem Jahr 1985.